# ماريانخيل فيلاسميل
ماريانخيل فيلاسميل أرتيغا (بالإسبانية: Mariángel Villasmil)‏ (من مواليد 22 أبريل 1996) عارضة أزياء فنزويلية وحاملة لقب ملكة جمال فنزويلا 2020. سبق لها أن حصلت على لقب ملكة جمال زوليا 2020، وكانت ثالث امرأة تمثل زوليا تفوز بلقب ملكة جمال فنزويلا. مثلت فيلاسميل بلدها فنزويلا في مسابقة ملكة جمال الكون 2020.

## نشأتها
ولدت فيلاسميل في 22 أبريل 1996 في سيوداد أوجيدا ، زوليا. قبل فوزها بملكة جمال فنزويلا، كانت فيلاسميل في الفصل الدراسي الرابع تدرس علم النفس في جامعة أرتورو ميشلينا في فالنسيا ، كارابوبو.

## روابط خارجية
- ماريانخيل فيلاسميل على إنستغرام

| الجوائز و الإنجازات | الجوائز و الإنجازات          | الجوائز و الإنجازات |
| ------------------- | ---------------------------- | ------------------- |
| سبقه تاليا أولفينو  | ملكة جمال الكون فنزويلا 2020 | تبعه لويسث ماتيران  |